# 김황식 (1950년)
김황식(金晃植, 1950년 8월 6일~)은 대한민국의 제16대 국회의원과 제14대 하남시장을 역임한 정치인이다.
본관은 청풍이며, 경기도 광주군 출신이다. 서울덕수초등학교, 보성중학교, 경희고등학교, 성균관대학교 경영학과를 졸업하였다.
2002년 한나라당 소속으로 하남시 선거구 국회의원 보궐 선거에 출마, 당선되어 2004년까지 국회의원으로 재직했다. 2004년 선거에서는 열린우리당의 문학진에게 패배, 낙선하였다.
2006년 제4회 지방 선거 하남시장 선거에 출마, 당선되어 시장으로 재직했다. 그는 하남시에 주민들이 혐오하는 화장장을 유치를 추진하여 논란의 대상이 되었다. 화장장 문제로 많은 주민들의 반감을 사, 주민들은 그에 대한 주민소환을 발의하였다. 주민 소환안이 통과되어 그는 직무가 정지되었고, 대한민국에서 사상 처음으로 자치단체장에 대한 주민소환 투표가 2007년 12월 실시되었으나, 저조한 투표율로 개표 조건에 미달, 개표가 실시되지 않아 그에 대한 주민소환투표는 부결되었다. 곧바로 직무에 복귀, 2010년 6월까지 시장으로 재직하였다. 2010년 6월 제5회 지방 선거에는 한나라당 공천에서 탈락하여 출마하지 않았다. 2014년 6월 제6회 지방 선거에서 다시 새누리당 하남시장 후보로 공천되어 출마했으나, 새정치민주연합 이교범 후보에게 밀려 낙선했다.
종교는 개신교이다.

## 학력
- 서울덕수국민학교(졸업)
- 보성중학교(졸업)
- 경희고등학교(졸업)
- 성균관대학교(경영학 학사)

## 전과
- 직권남용권리행사방해: 징역 8월, 집행유예 2년 - 2016년 7월 22일 선고[2]

## 역대 선거 결과
|  | 3.77% |

|  | 44.2% |

|  | 14.05% |

|  | 40.78% |

|  | 44.30% |

## 같이 보기
- 하남시 (선거구)
- 하남시의 국회의원
- 하남시장